# Ludwig Hans Fischer
Ludwig Hans Fischer, född 1848 i Salzburg, död den 26 april 1915 i Wien, var en österrikisk konstnär. 
Fischer var tecknare, oljemålare och i främsta rummet akvarellist, men också en framstående etsare och kopparstickare.